# Driftwood River (vattendrag i Kanada, Ontario)
Driftwood River är ett vattendrag i Kanada.   Det ligger i provinsen Ontario, i den sydöstra delen av landet, 500 km nordväst om huvudstaden Ottawa.
I omgivningarna runt Driftwood River växer i huvudsak blandskog. Runt Driftwood River är det mycket glesbefolkat, med 7 invånare per kvadratkilometer.